# Ferenczy Zsolt
Ferenczy Zsolt (Berettyóújfalu, 1970. november 4. –) festőművész. 

## Tanulmányok
- 2004 Magyar Képzőművészeti Egyetem, Budapest - DLA képzés
- 2000 Magyar Képzőművészeti Egyetem, Budapest - Festő szak (mestere: Tölg-Molnár Zoltán)

## Díjak, ösztöndíjak
- 2011 Budapest Galéria alkotói ösztöndíj, Bécs, Ausztria
- 2008 Godot Galéria díja
- 2008 XXIV. Miskolci Grafikai Triennálé
- 2007 Római Magyar Akadémia ösztöndíja
- 2006 Barcsay-díj - Barcsay Alapítvány, Budapest
- 2006 FKSE-díj
- 2006 XXIII. Miskolci Grafikai Biennálé
- 2000 Glatz Oszkár-díj
- 1999 Amadeus alkotói ösztöndíj - Amadeus Művészeti Alapítvány, Budapest

## Egyéni kiállítások
- 2016 ZOOm - Resident Art Budapest, Budapest
- 2016 Ó egek - B24 Galéria, Debrecen
- 2015 Nyulak, bódék, trófeák - Könyvtár Galéria, Nyíregyházi Egyetem, Nyíregyháza
- 2014 Konzerv - Léna & Roselli Galéria, Budapest
- 2012 Hinterland - Inda Galéria, Budapest
- 2010 Mission Possible - Inda Galéria, Budapest
- 2010 Vizit - Godot Galéria, Budapest
- 2009 Landmark - A.P.A. Galéria, Budapest
- 2008 Farm Decor - MODEM, belső kert, Debrecen
- 2007 Telekmódosítások - Kortárs Építészeti Központ, Budapest
- 2006 Terepjáték - Bakoss Tibor Kisgaléria, Debrecen
- 2005 Boldogságsztereotípiák - Stúdió Galéria, Budapest
- 2005 Privát Édenek - Dinamo Galéria, Budapest
- 2002 Gyönyörök kertjei - Matáv Galéria, Budapest
- 2001 Szirének - Fonó Budai Zeneház, Budapest